# Aleksandr Lisitsyn
Aleksandr Lisitsyn (ryska: Александр Лисицын), född den 7 september 1998 i Krasnodar, Ryssland, är en rysk gymnast.
Han vann guld vid VM i trampolin 2019, i herrarnas tumbling. Lisitsyn var också en del av det ryska lag (tillsammans med Maksim Shlijakin och Vadim Afanasev) som kom på silverplats vid samma mästerskap. Utöver det blev det två fjärdeplatser i andra discipliner. Han tävlade även på hemmaplan i Ryssland vid världsmästerskapen 2018 men blev där utslagen i försöken. I juniorvärldsmästerskapen har han också vunnit guld, år 2014 i Florida.
Lisitsyn kom även trea vid världscupen i Baku, Azerbajdzjan i februari 2020.
Lisitsyn började med gymnastik när han var sex år gammal. Han tränas av Lidia Zakharova.